# Пак Син Чжін
У цьому корейському імені прізвище (Пак) стоїть перед особовим ім'ям.
Пак Синджін (кор. 박승진; народився 11 січня 1941) — колишній північнокорейський футболіст, півзахисник національної збірної Корейської Народно-Демократичної Республіки. У складі збірної зіграв на чемпіонаті світу 1966. Забив 2 м'ячі у ворота Чилі та Португалії.
Після чемпіонату світу потрапив у концтабір Йодок. За словами колишнього в'язня-втікача Кан Чхольхвана, Пак Синджін зумів вижити, перебуваючи у карцері в таборі. Тоді його спіймали на крадіжці цвяхів та цементу. Заперечуючи свою причетність до злочину, Пак сильно вдарив одного з охоронців, за що і отримав покарання 3 місяці в карцері.[джерело?]